# Альт-Оберхаузен

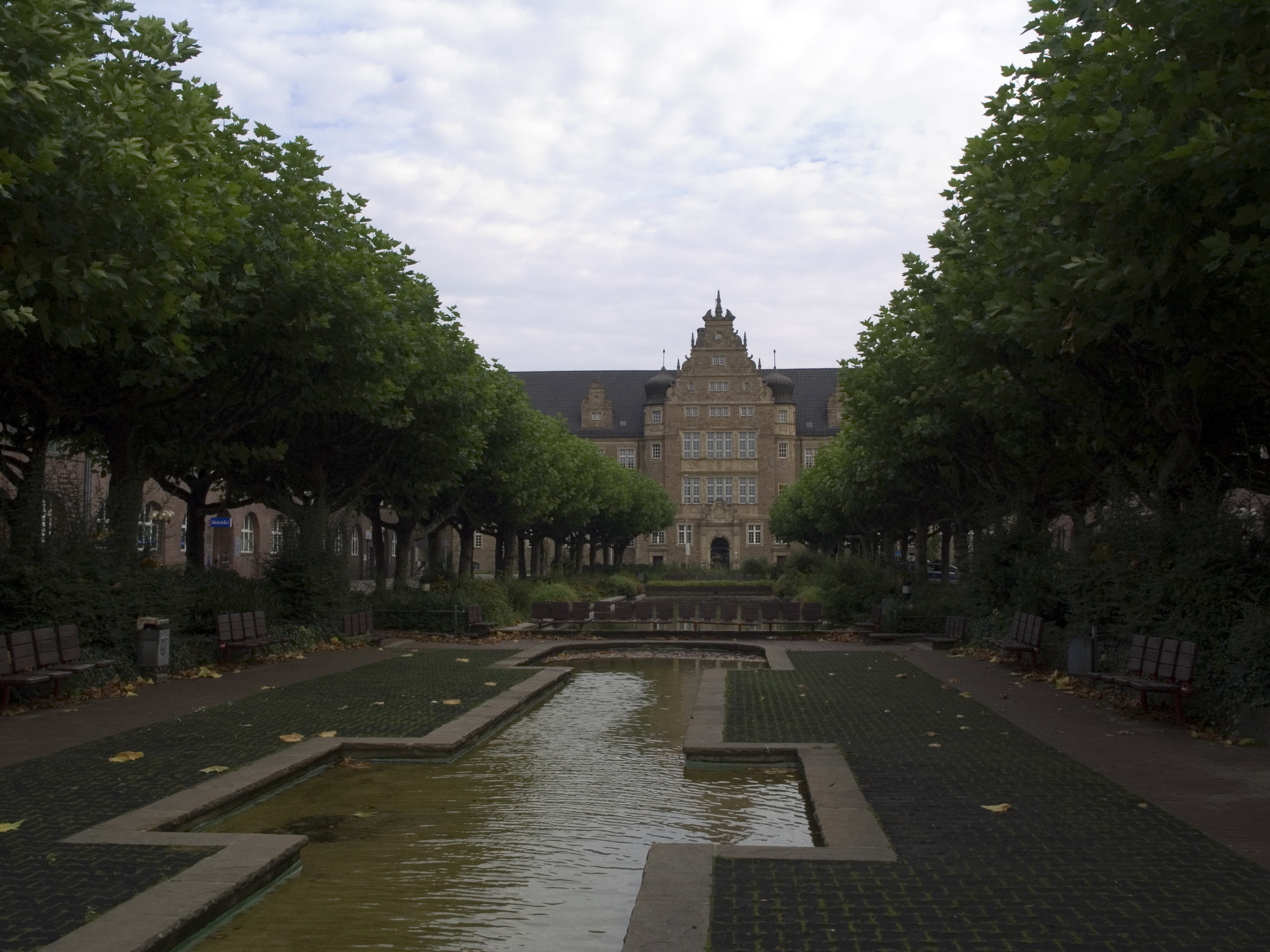
Площадь Friedensplatz, здание окружного суда

Альт-Оберхаузен (нем. Alt-Oberhausen) — административный район города Оберхаузен (Германия, федеральная земля Северный Рейн — Вестфалия). Имея свыше 92 тыс. человек Альт-Оберхаузен является самым большим по населению и по плотности населения административным районом Оберхаузена.

В состав Альт-Оберхаузена входят городские подрайоны Лирих, Альштаден, Берменсфельд, Борбек, Дюмптен, Кнаппенфиртель, Нойе-Митте, Графенбуш, Мариенфиртель, Брюкторфиртель, Шлад, Штюрум.

На востоке Альт-Оберхаузен граничит с городом Эссен, на юге — с городом Мюльхайм-ан-дер-Рур, на западе — с городом Дуйсбург, на севере река Эмшер и канал Рейн-Херне отделяют Альт-Оберхаузен от административных районов Оберхаузена Штеркраде и Остерфельд.

## История

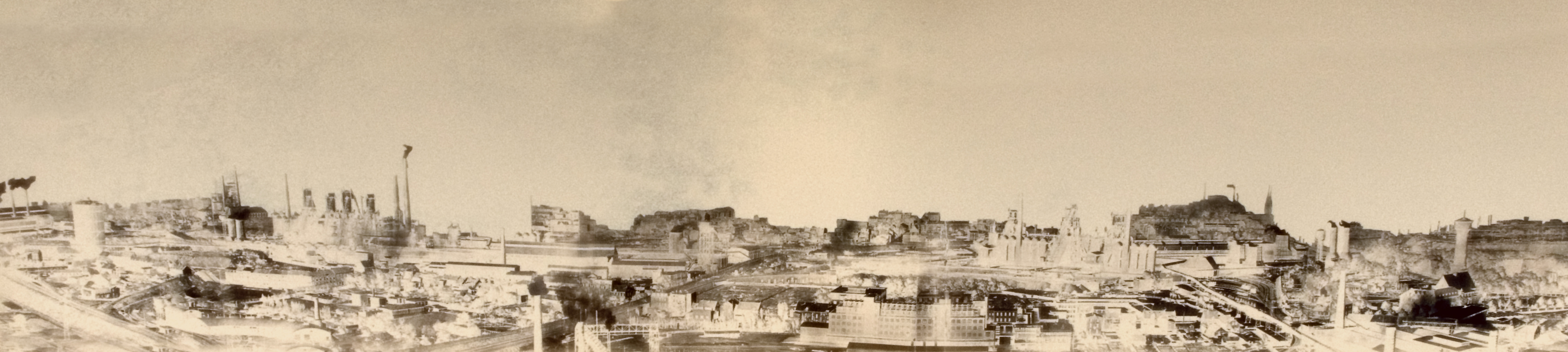
Панорама Оберхаузена (начало XX века)

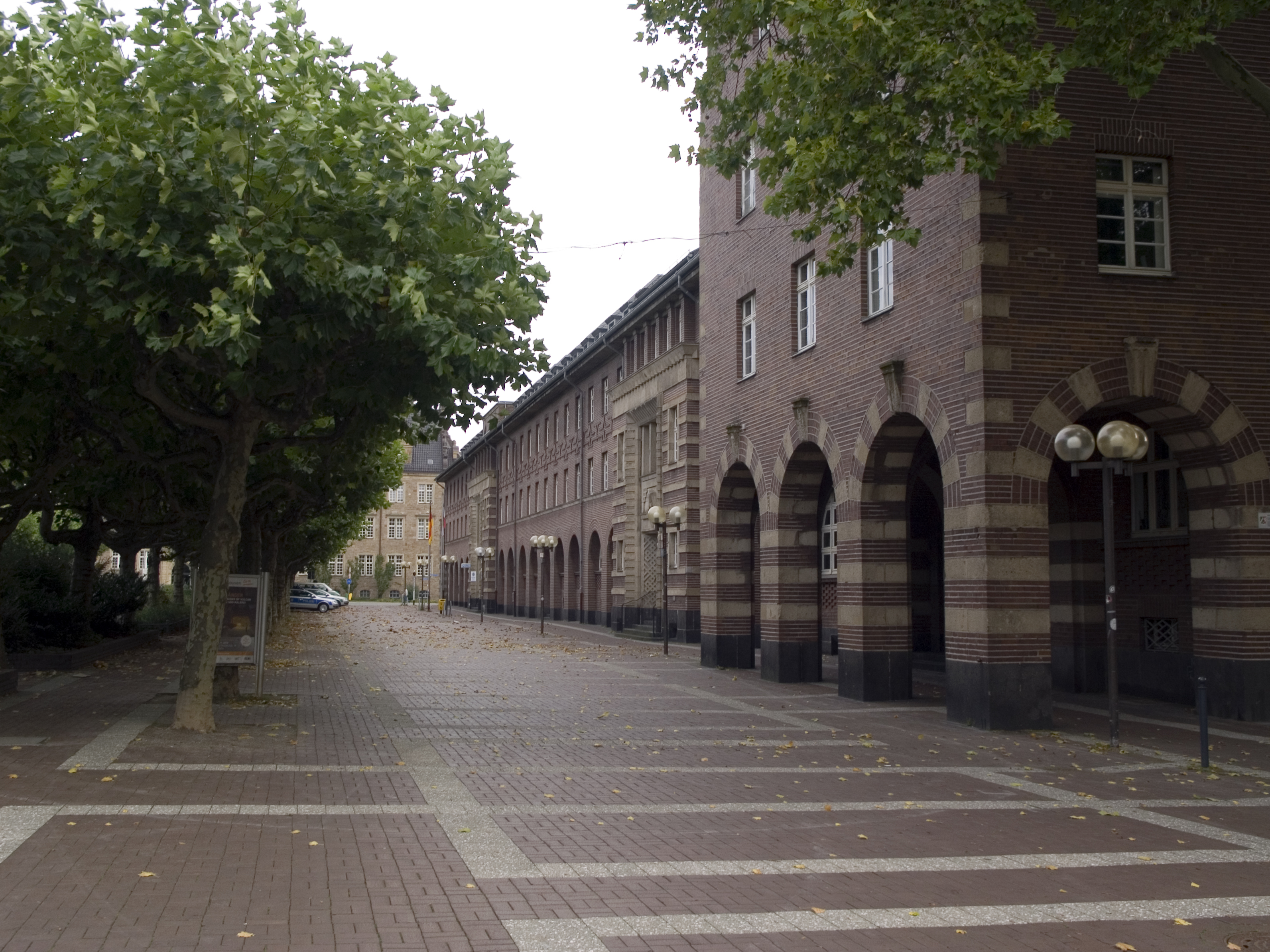
Здание полицейского управления

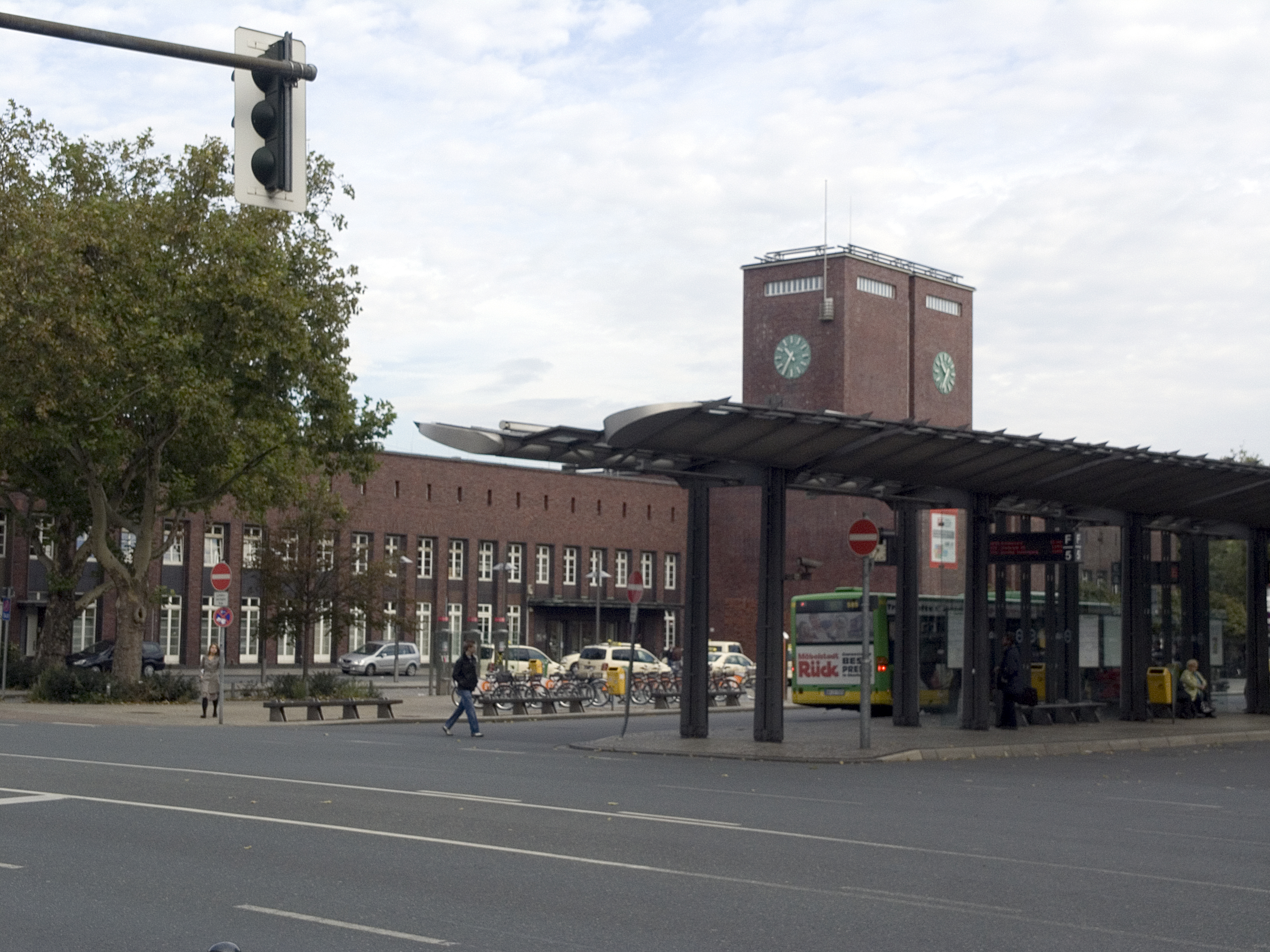
Площадь Willy-Brandt-Platz, здание Центрального вокзала

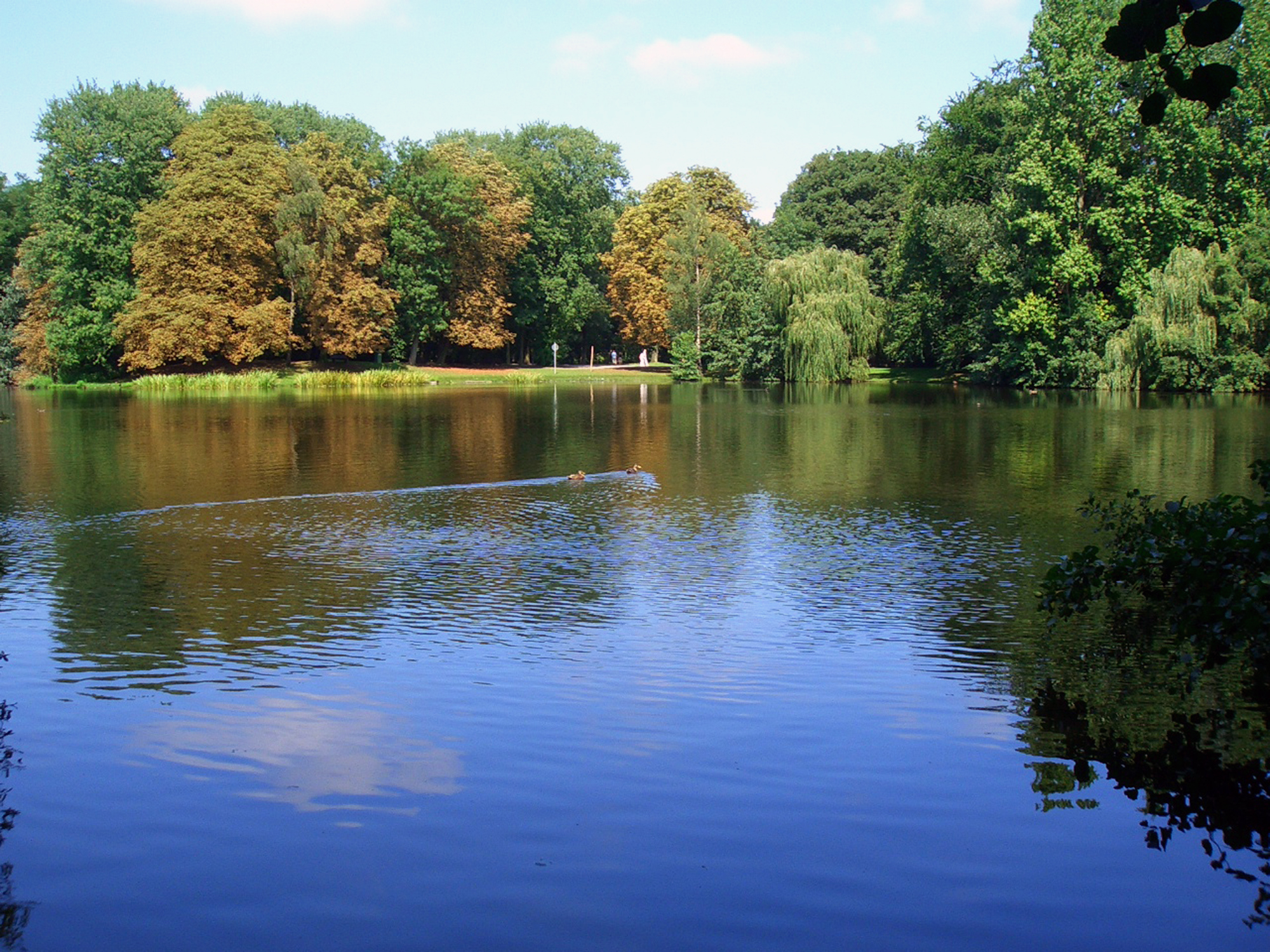
Парк Кайзергартен

Область сегодняшней территории Альт-Оберхаузена вплоть до 2-й половины XIX века принадлежала разным господам — Эссену, Дуйсбургу, Мюльхайм-ан-дер-Руру. Канцелярия бургомистра города Оберхаузен была образована 1 февраля 1862 года на заседании Дуйсбургского ландрата. Имя Оберхаузен город получает по названию одноименного замка Замок Оберхаузен на берегу реки Эмшер. Первоначально в состав Оберхаузена вошли общины Липперн и Лирих.
В дальнейшем к территории Оберхаузена были присоединены следующие общины:
- 1 апреля 1909 года — Бушхаузен
- 1 апреля 1910 года — Альштаден, Дюмптен и Штюрум
- 1915 год — Борбек, Берменсфельд

29 июля 1929 года Альт-Оберхаузен в рамках областной реформы рейнско-вестфальского промышленного региона вместе со Штеркраде и Остерфельдом входят в состав новообразованного города — Оберхаузен.

## Достопримечательности и музеи
- Замок Оберхаузен (XIX век)
- Газометр (1929)
- Музей индустриальной культуры Рейнской области
- Модель железной дороги Рурского региона в масштабе 1:87
- Океанариум «Sea Life», в котором жил знаменитый осьминог-предсказатель Пауль